# La cavalcata dei resuscitati ciechi
La cavalcata dei resuscitati ciechi (El ataque de los muertos sin ojos) è un film del 1973 diretto da Amando de Ossorio. È il secondo capitolo della saga dei Templari resuscitati ciechi.

## Trama
Alcuni Templari vengono messi al rogo e accecati con il fuoco, con l'accusa di vari omicidi e sacrifici di giovani ragazze.
Avevano minacciato di tornare dopo la morte. Al giorno d'oggi in un villaggio, Bersan, c'è la festa che commemora l'evento: i cinquecento anni della morte dei Templari. Arriva al paese Luis, incaricato dal sindaco Ortiz dei fuochi d'artificio. Incontrano Vivian, la fidanzata di Ortiz e La Costa, suo stretto collaboratore. In verità Vivian e Luis già si conoscono. Lo scemo del villaggio, Murdo, prende in ostaggio una ragazza e fa versare il suo sangue sul cimitero dei Templari, facendoli risorgere. Uccidono subito un uomo, Juan, che aveva da poco fatto l'amore con una donna, Marta, la quale riesce a fuggire. Incontra a piedi la macchina di Luis con Vivian. I due la riportano in paese per farla curare. Si viene a sapere che i Templari sono resuscitati. Il sindaco chiama il Ministro dell'Interno, ma questi lo prende per ubriaco, consigliato dalla sua serva.
Luis, Vivian, Ortiz, La Costa, Marta e una giovane coppia con figlia si rifugiano in una chiesa e trovano nel confessionale Murdo. Il sindaco cerca di fuggire da solo con i soldi che porta con sé: a questo proposito convince Bert, il padre della piccola Nancy, ad uscire per prendere la macchina, ma quest'ultimo viene barbaramente ucciso. Poi convince la figlia a cercare il padre fuori, attirando così i Templari. Uscendo raggiunge la macchina ma il motore non si accende e viene ucciso dai resuscitati ciechi. La madre della piccola, Amelia, si sacrifica per lei. Intanto Marta e Murdo trovano una via d'uscita secondaria ma vengono uccisi. La Costa intanto ci prova con Vivian ma arriva Luis e dopo una scazzotata, il primo rimane infilzato in una lancia. Rimangono dunque Luis, Vivian e la piccola Nancy. Si sta facendo giorno e scoprono che i Templari sono diventati innocui e possono così andarsene.

## Collegamenti ad altre pellicole
Le scene in cui i protagonisti si barricano nella chiesa, con i Templari fuori pronti ad attaccarli e con la macchina come possibile mezzo per fuggire, sono un chiaro riferimento al film La notte dei morti viventi di George A. Romero.

## Film della saga dei "resuscitati ciechi"
- Le tombe dei resuscitati ciechi (1971)
- La cavalcata dei resuscitati ciechi (1973)
- La nave maledetta (1974)
- La notte dei resuscitati ciechi (1975)